# 马西沙
马西沙（1943年11月—），祖籍北京密云，出生于陕西延安，中国道教与民间宗教学者，中国社会科学院世界宗教研究所研究员，中国社会科学院荣誉学部委员。1964年至1969年就读于北京大学中文系。1982年毕业于中国人民大学清史研究所，获硕士学位。到中国社会科学院世界宗教研究所从事研究工作。

## 著作
著有《清代八卦教》、《中国民间宗教简史》、《中国民间宗教志》、《古代中国民众的精神世界及社会运动》（文集），与韩秉方合著《中国民间宗教史》，参与编纂《中国道教史》。主编《中华珍本宝卷》。